# 常盤駅 (京都府)
常盤駅（ときわえき）は、京都府京都市右京区常盤馬塚町にある京福電気鉄道北野線の停留場。駅番号はB2。

## 歴史
「常盤」の地名はこの地に山荘を構えた源常に由来するとされている。
- 1926年（大正15年）3月10日：京都電燈が経営する嵐山電鉄北野線が高雄口駅（現在の宇多野駅）から帷子ノ辻駅まで延伸した際に開業[2]。
- 1942年（昭和17年）3月2日：路線継承により京福電気鉄道の停留場となる[2]。

## 停留場構造
相対式ホーム2面2線を持つ地上駅。北側の新丸太町通側に主要な出入り口があるほか、南側にもそれぞれのホームにもうひとつの出入り口がある。鳴滝駅から当停留場の間は複線になっている。

## 停留場周辺
- 京都府立嵯峨野高等学校
- 京都市立常磐野小学校
- 日本郵便京都常盤郵便局
- 京都銀行常盤支店
- スギ薬局常盤店
- 新丸太町通
- 西方寺
- 源光寺 ‐ 源常の山荘跡に建立された寺だとされている。

## その他
- 当駅に掲示されている写真パネル「嵐電界隈館」の題名は「常盤」であるが、写真には鳴滝駅 - 宇多野駅間を走行する電車が写されている。

## 隣の停留場
京福電気鉄道
■北野線
鳴滝駅 (B3) - 常盤駅 (B2) - 撮影所前駅 (B1)
- 括弧内は駅番号を示す。